# Rubén Pérez
Rubén Pérez Moreno (født 30. oktober 1981 i Zaldívar, Vizcaya) er en tidligere spansk professionel landevejscykelrytter.
Han har ikke vundet nogle løb, men havde sin Vuelta a Espana debut (69. plads) i 2006 og hans Tour de France debut i 2007.